# Sonia Robertson
Cet article concerne la joueuse de hockey sur gazon et de basket-ball zimbabwéenne. Pour l'artiste innue québécoise, voir Sonia Robertson (artiste).
Pour les articles homonymes, voir Sonia Robertson (homonymie) et Robertson.
Sonia Robertson, née Sonia Chick le 2 juin 1947 à Burnham Market, est une joueuse de hockey sur gazon et de basket-ball zimbabwéenne.
Elle est mariée au joueur de rugby sud-africain Ian Robertson.

## Carrière
Sonia Robertson fait partie de l'équipe du Zimbabwe de hockey sur gazon féminin sacrée championne olympique en 1980 à Moscou, comme sa sœur jumelle Sandra Chick.
Elle est aussi sélectionnée en équipe du Zimbabwe de basket-ball féminin.